# Idiurus zenkeri
Карликова лускохвоста білка-летяга, або малий шипохвіст (Idiurus zenkeri) — вид гризунів родини Anomaluridae. Зустрічається в Камеруні, Центральноафриканській Республіці, Республіці Конго, Демократичній Республіці Конго, Екваторіальній Гвінеї та Уганді. Його природне середовище проживання, субтропічні або тропічні вологі рівнинні ліси.
Метаналіз Петерсона та ін., 2004 показує, що Idiurus zenkeri є ймовірним джерелом деяких зоонозних спалахів.

## Опис
Малий шипохвіст — найменший представник сімейства шипохвостих. Довжина тіла у цього виду становить від 6,3 до 7,5 сантиметрів, довжина хвоста — 8,3 до 10,4 сантиметра. Хутро м'яке і густе, шерсть на спині близько 8 міліметрів. 
Колір спини та живота коричневий. Вібриси довгі до 35 міліметрів  у довжину. Вуха середнього розміру, закруглені на кінчику, здебільшого безволосі. Передні лапки короткі, з зовнішньої сторони покриті довгими ворсинками. 

## Ареал
Малий шипохвіст виявлений у двох ізольованих популяціях в лісах басейну Конго. Перша популяція знаходиться в Камеруні та Екваторіальній Гвінеї, друга — на сході Демократичної Республіки Конго. 

## Поведінка
Малий шипохвіст веде нічний і майже деревний спосіб життя. Малі шипохвости проводять день у дуплах дерев. Шипохвости дуже соціальні тварини, в одному дуплі збираються великими групами, які можуть включати й інші види. 
У 1940 році в одному з дупел у Камеруні було виявлено близько 100 малих шипохвостів; а в 1974 році в Екваторіальній Гвінеї в дуплі дерева було виявлено чотири малих шипохвоста разом з двома шипохвостами лорда Дербі (Anomalurus derbianus). Інформації про розмноження шипохвостів мало, проте вагітні самиці з травня по вересень не зустрічалися.

## Систематика
Малий шипохвіст вважається  самостійним видом роду Idiurus, що складається з двох видів. Цей рід також включає довговухого шипохвоста (Idiurus macrotis). Перший науковий опис було зроблено у 1894 році і належить німецькому зоологу Паулю Матчі. Типові екземпляри походять з Яунде в Камеруні. Вид названий на честь ботаніка та зоолога Георга Августа Ценкера, керівника наукової станції Яунде у Камеруні.

## Статус виду та загрози
Малий шипохвіст внесений до списку Міжнародного союзу охорони природи та природних ресурсів (МСОП) як вид з найменшим занепокоєння. Це пояснюється порівняно великим ареалом, передбачуваною великою чисельністю та помірним зменшенням чисельності.
Проте їх чисельність невідома. У деяких місцях знищення лісів може становити регіональну загрозу для локальних популяцій цього виду.